# Diocèse d'Ille-et-Vilaine
Cet article court présente un sujet plus développé dans : Archidiocèse de Rennes, Ancien diocèse de Dol et Ancien diocèse de Saint-Malo.
Le diocèse d'Ille-et-Vilaine est un ancien diocèse de l'Église constitutionnelle en France. Créé par la constitution civile du clergé de 1790, il est supprimé à la suite du concordat de 1801. Il couvrait le département d'Ille-et-Vilaine. Le siège épiscopal était Rennes.